# Robert Bergland

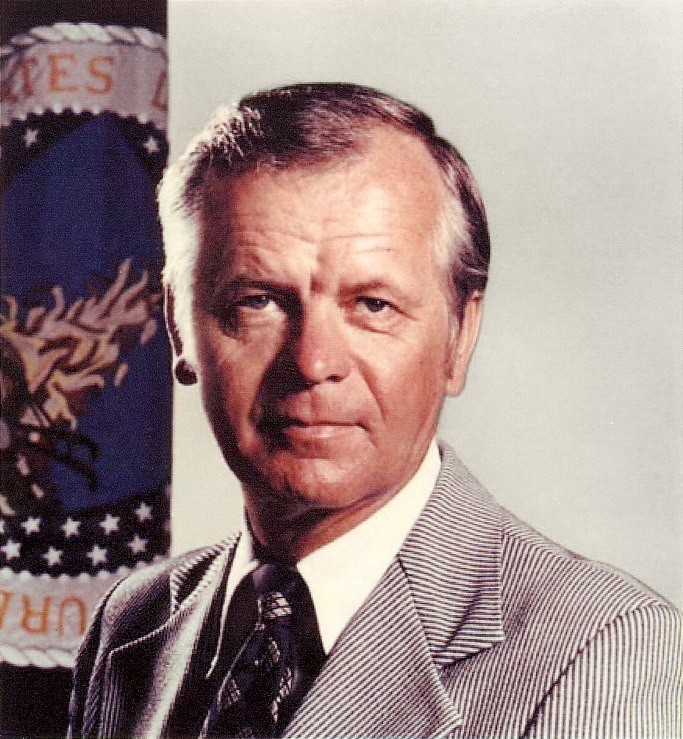
Robert Bergland (1977)

Robert Selmer Bergland (* 22. Juli 1928 in Roseau, Minnesota; † 9. Dezember 2018, ebenda) war ein US-amerikanischer Politiker der Demokratischen Partei, der sowohl Abgeordneter im US-Repräsentantenhaus für Minnesota als auch Landwirtschaftsminister der Vereinigten Staaten war.

## Biografie
Nach dem Besuch öffentlicher Schulen in Roseau studierte er Agrarwissenschaften an der School of Agriculture der University of Minnesota und beendete dieses Studium 1948. Danach war er mehrere Jahre als Farmer tätig, ehe er von März 1961 bis Januar 1963 Vorsitzender des Dienstes für Landwirtschaftsstabilisierung und Naturschutz von Minnesota (Minnesota Agriculture Stabilization and Conservation Service) war. Im Anschluss wurde er Mitarbeiter im Landwirtschaftsministerium der Vereinigten Staaten und war dort bis Mai 1968 Regionaldirektor für den Mittleren Westen.
Nachdem er sich erstmals 1968 erfolglos um ein Mandat im US-Repräsentantenhaus beworben hatte, wurde er als Kandidat der Demokraten (Minnesota Democratic-Farmer-Labor Party) 1970 zum Mitglied im US-Repräsentantenhaus für Minnesota gewählt. Nach seinen Wiederwahlen 1972, 1974 und 1976 gehörte er dem Kongress vom 3. Januar 1971 bis zu seinem Rücktritt am 22. Januar 1977 an. Am folgenden Tag wurde er von US-Präsident Jimmy Carter zum Landwirtschaftsminister (Secretary of Agriculture) in dessen Kabinett ernannt. Diesen Kabinettsposten bekleidete er bis zum Ende von Carters Präsidentschaft am 20. Januar 1981.
Nach seinem Ausscheiden aus der Regierung wechselte er im März 1981 in die Privatwirtschaft und war zunächst Präsident von Farmland Word Trade, ehe er zwischen September 1982 und 1993 Vizepräsident und Hauptgeschäftsführer der National Rural Electric Cooperative Association wurde, einer Organisation, die über 900 Elektrizitätskooperativen in den USA vertritt. 
Nach einer anschließenden kurzen Tätigkeit als Mitglied des Verwaltungsrates der University of Minnesota betrieb er seit 1994 eine Farm.